# کوواچ‌سنایا
کوواچ‌سنایا (به مجاری:  Kovácsszénája) یک منطقهٔ مسکونی در مجارستان است که در ناحیه پچ واقع شده‌است.